# Lecidea fuscoatrina
Lecidea fuscoatrina är en lavart som beskrevs av Hertel & Leuckert. Lecidea fuscoatrina ingår i släktet Lecidea och familjen Lecideaceae.   Inga underarter finns listade i Catalogue of Life.